# Dost Mohammed Khan

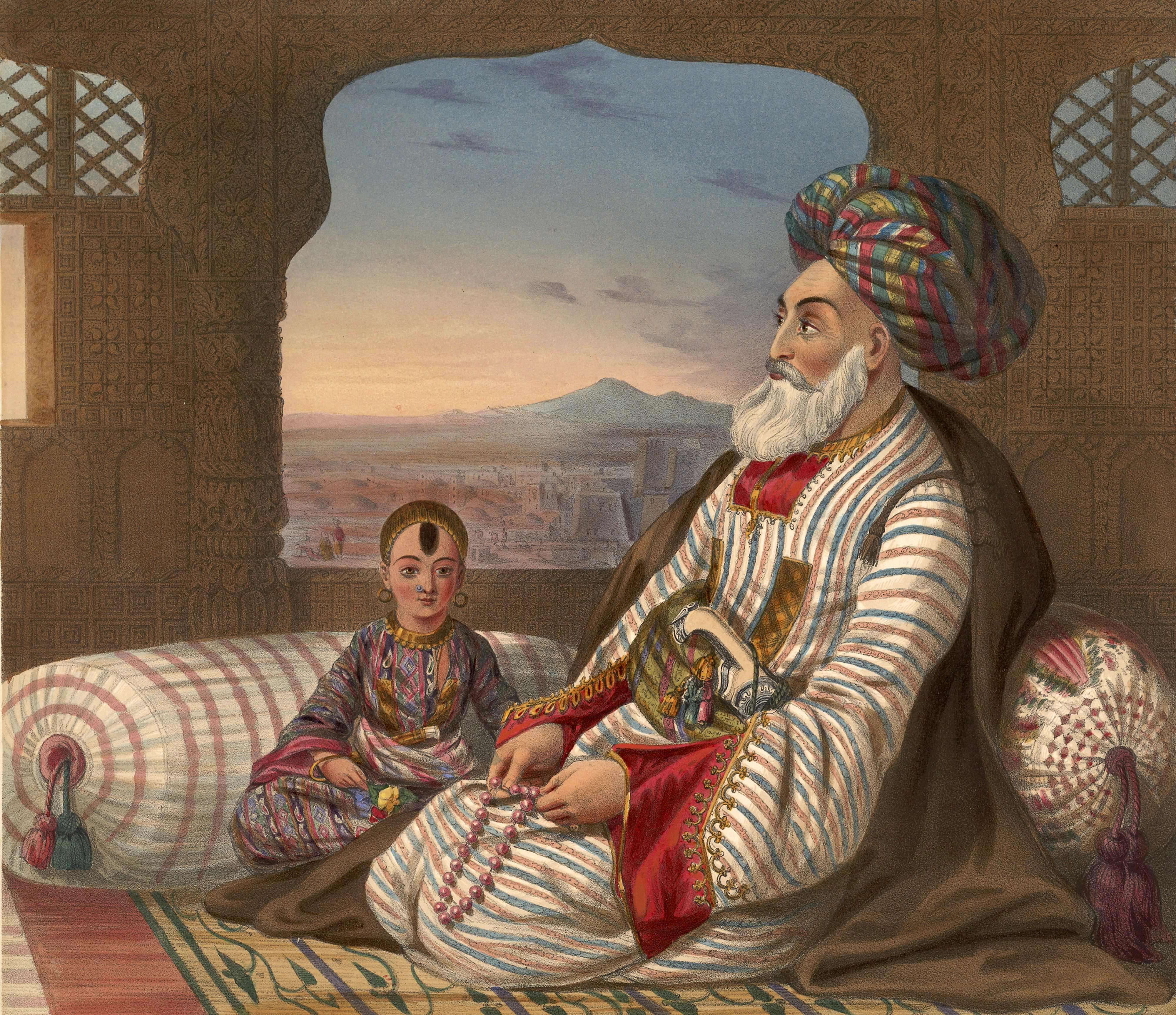
Dost Mohammed Khan con un figlio

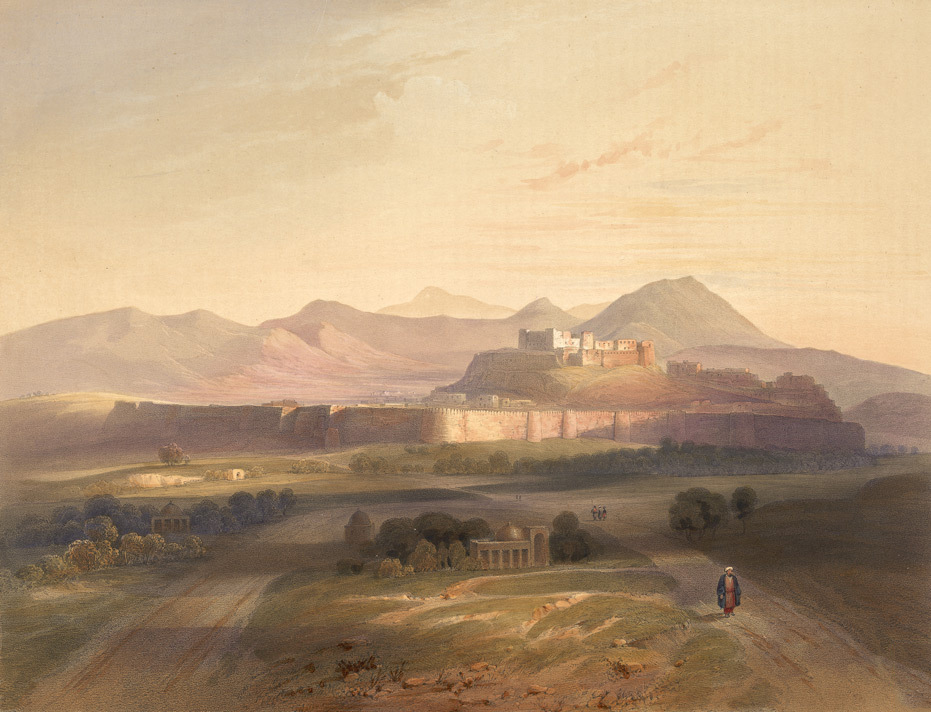
Ghazni, prima roccaforte di Dost Mohammed Khan

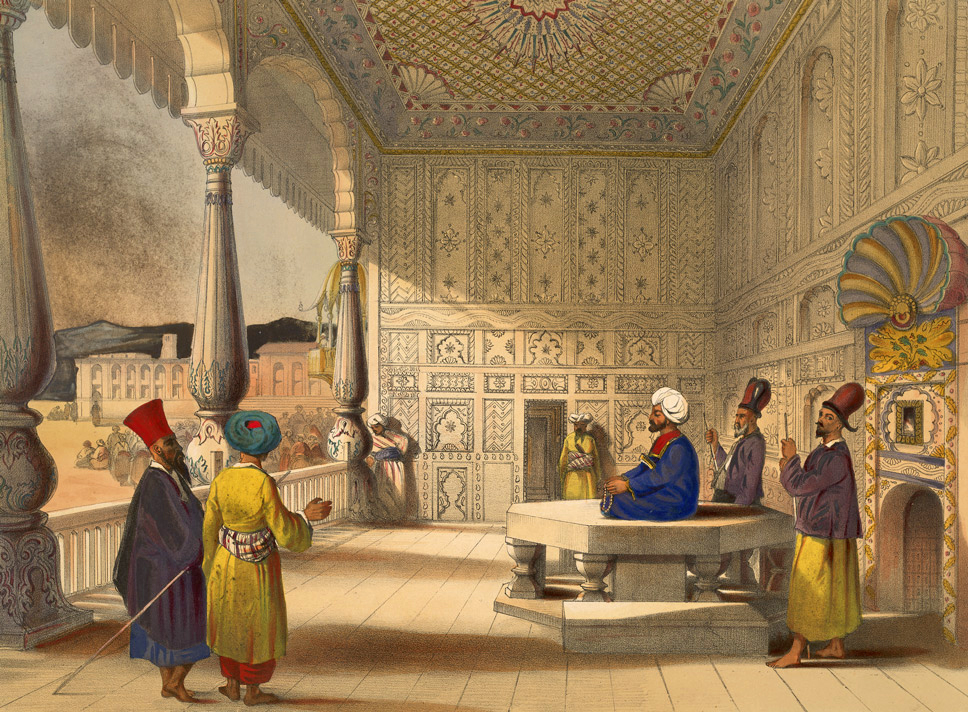
Il forte (Bala Hisar) di Kabul nel 1839, all'epoca dell'insediamento di Shujah Shah

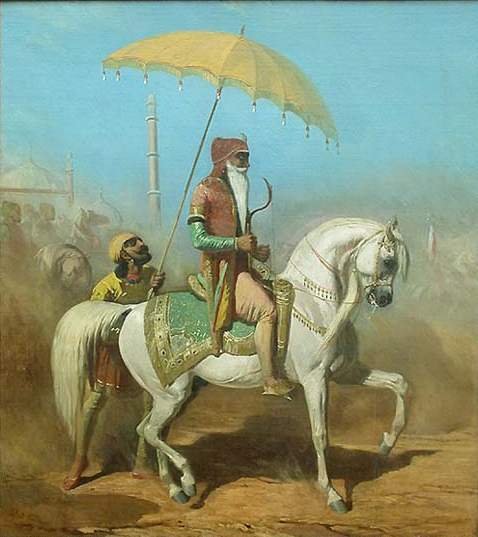
Ranjit Singh, sovrano del Punjab

Dost Mohammed Khan (in persiano دوست محمد خان‎; Kandahar, 23 dicembre 1793 – Herat, 9 giugno 1863) è stato un politico afghano, emiro dell'Afghanistan.

## Biografia
Nacque nel 1793 a Kandahar. 
Di etnia pashtun, era l'undicesimo figlio di Sardar Payenda Khan, capo della tribù Barakzai, al servizio della dinastia Durrani, di cui era allora al potere in Afghanistan il ramo dei Sadozai.
Suo padre diede un contributo rilevante alla conquista del trono dell'impero Durrani da parte di Zaman Shah Durrani, avvenuta proprio nel 1793, anno di nascita di Dost Mohammed. Tuttavia nel 1799 Sardar Payenda Khan fu assassinato da Zaman Shah. Così Dost Mohammed fu allevato dalla madre, una persiana sciita del gruppo Qizilbash, dalla quale avrebbe ereditato un talento naturale per le sottigliezze, mentre il maggiore dei suoi fratelli, Fatteh Khan, successe al padre nella guida dei Barakzai.
La vendetta di questi ultimi non tardò a venire: l'anno dopo l'omicidio del padre Fatteh Khan ebbe un ruolo chiave nella detronizzazione di Zaman Shah, che fu accecato e tenuto prigioniero da allora e fino alla morte, avvenuta quarant'anni dopo. 
Grazie a questo colpo di stato salì sul trono afgano Mahmud Shah Durrani, che tuttavia lo perse nel 1803 per mano di Shujah Shah Durrani, riconquistandolo nel 1809 (sempre con l'aiuto di Fatteh Khan, divenuto suo visir) e riperdendolo nel 1818, dopo che il figlio Kamran Shah aveva prima accecato e poi ucciso quest'ultimo, di cui invidiava il successo militare ottenuto espugnando Herat (1817): l'assassinio di Fatteh Khan provocò una gravissima crisi tra i Sadozai e i Barakzai, che estromisero Mahmud Shah da tutti i possedimenti afgani fatta salva proprio Herat, divenuta da allora roccaforte dello stesso Mahmud e del figlio.
Così incominciò l'irresistibile ascesa politica di Dost Mohammed, ben addestrato agli intrighi e ai complotti benché analfabeta: nel 1823 gli fu assegnata Ghazni e quindi nel 1826 ottenne anche Kabul, la più ricca delle province afgane, vincendo la concorrenza degli altri fratelli per il controllo della capitale. 
Nel 1834 dovette confrontarsi con le mire espansionistiche di un potente vicino, Ranjit Singh, sovrano sikh del Punjab, che a tal fine aveva strumentalizzato le ambizioni di Shujah Shah, il sovrano Durrani del ramo Sadozai detronizzato nel 1809, il quale ancora sperava di riconquistare il potere in Afghanistan. Così Shujah Shah radunò una forza di invasione di ben ventiduemila uomini ma fu sconfitto da Dost Mohammed sotto le mura di Kandahar, fuggendo dal campo di battaglia con ignominia. Del conflitto approfittò il solo Ranjit Singh che riuscì ad annettere la città di Peshawar, di cui Dost Mohammed cercò vanamente di tornare in possesso, riuscendo comunque a sconfiggere i sikh del generale Hari Singh vicino a Jamrud. 
Nel settembre 1837 ricevette la missione diplomatica di Alexander Burnes, ufficiale britannico in servizio presso la Compagnia delle Indie orientali, di cui l'emiro afgano mirava ad ottenere l'appoggio alle sue pretese su Peshawar. 
La missione consentì a Burnes di rinsaldarsi nella convinzione che Dost Mohammed fosse il solo esponente politico capace di tener unito il paese, e quindi fosse la soluzione migliore per gli interessi britannici in India. Tuttavia il governatore generale dell'India, Lord Auckland, preferì seguire il parere di Sir William Macnaghten, favorevole alla reintegrazione di Shujah Shah sul trono afgano, anche se ciò fosse dovuto avvenire manu militari. 
Ulteriori contatti tra Burnes e l'emiro afgano nel 1838 non ebbero esito positivo anche per il ruolo di disturbo del capitano russo Jan Vitkevič, che era giunto a Kabul nel frattempo e di cui Lord Auckland aveva subito chiesto l'allontanamento. Quando Dost Mohammed decise, al contrario, di ricevere l'ufficiale russo, fu rottura con Lord Auckland che di lì a poco emanò il cosiddetto manifesto di Simla (1º ottobre 1838), mentre Dost Mohammed si proclamò emiro (amir-al-momenin cioè combattente della fede) dell'Afghanistan. Era l'inizio della prima guerra anglo-afghana. 
La campagna della cosiddetta armata dell'Indo portò alla facile conquista di Kandahar, a quella più difficile di Ghazni, espugnata anche grazie all'intraprendenza di Mohan Lal, amico di Burnes, e alla conseguente fuga di Dost Mohammed dalla capitale afgana che così si arrese agli inglesi senza colpo ferire e assistette all'insediamento di Shujah Shah.
L'emiro afgano cercò rifugio nell'Hindukush ma fu inseguito dagli inglesi, cui infine, il 3 novembre 1840, si arrese. Rimase in libertà, invece, il figlio Mohammed Akbar Khan, che si rifugiò nel Turkestan e che avrebbe dato successivamente filo da torcere agli inglesi. Dost Mohammed fu quindi mandato in esilio in India ivi rimanendovi durante l'occupazione britannica, l'insurrezione afgana in cui perse la vita, fra gli altri, Alexander Burnes alla fine del 1841, la disastrosa ritirata dei britannici all'inizio del 1842, e la riconquista di Kabul da parte di questi ultimi nell'autunno dello stesso anno. 
L'emiro afgano fu allora rimesso in libertà dagli inglesi, e solo tre mesi dopo il definitivo ritiro britannico da Kabul riapparve trionfalmente nella capitale afgana, ristabilendo rapidamente la propria autorità, col benestare tacito degli stessi inglesi.
A far data dal 1846 si alleò con i sikh in chiave antibritannica. Tuttavia, gli inglesi sconfissero in modo definitivo i suoi alleati nella battaglia di Gujrat il 21 febbraio 1849, annettendo il Punjab (da cui scorporarono il Kashmir), e così Dost Mohammed fu costretto a ritornare con le sue truppe in Afghanistan. 
Nel 1849 conquistò Bamiyan, nel 1854 Balkh e nel 1855 anche Kandahar, dopo la morte del fratello che la governava. 
Il 30 marzo 1855 stipulò un trattato di alleanza offensiva e difensiva con il governo britannico, invertendo così la sua precedente politica estera. 
Nel 1857, d'accordo con il governo britannico, dichiarò guerra alla Persia: il conflitto portò nel mese di luglio ad un trattato che trasferì la provincia di Herat sotto il controllo di un principe della dinastia Barakzai. 
Durante la ribellione indiana (Indian Mutiny), Dost Mohammed si astenne dal dare sostegno agli insorti, guadagnandosi così la gratitudine degli inglesi. 
Nel 1862 un esercito persiano avanzò contro Kandahar: messosi alla testa dei suoi guerrieri, l'emiro afgano riuscì a respingere il nemico. 
Il 26 maggio 1863 conquistò Herat ma pochi giorni dopo, il 9 giugno, morì all'improvviso.